# Сухој Су-35С
Сухој Су-35С (рус. Сухой Су-35С) је руски вишенаменски супер-маневарски ловачки борбени авион тзв 4++ генерације кога је пројектовао ОКБ Сухој. То је први руски серијски ловачки борбени авион са управљањем вектора силе потиска мотора-УВП способан да  крстари надзвучном брзином тј без примене форсажног режима рада погонске групе. Процењује се да има један од најмоћнијих радара на свету и требало би да представља мост између авиона четврте и пете генерације.

## Историја и развој
Авион је настао на бази Су-27С и Су-35, као Су-35БМ рус. Большая Модернизация, на коме је уз помоћ нових надолазећих технологија у области авионике те конструкционих материјала спроведена та велика модернизација. Касније,улазећи у серијску производњу,добија коначну ознаку Су-35С. Пошто је претходник Су-27М само незванично добио назив „Су-35" у комерцијалне сврхе, Руско Министарство одбране усваја га под ознаком Су-35С у Руско ратно ваздухопловство.
 Једна од главних разлика у односу на свог ”бројчаног” претходника је то што су уклоњени тзв канарди због примене тактичко-техничких захтева смањивања радарског одраза спреда, аеродинамичког отпора те омогућавања тзв супер-крстарења. Главни конструктор Су-35БМ/С је Игор Демин.Идеја конструкторског тима на чијем је челу био је да на бази старог и добро провереног Су-27С развију тј пројектују посве новог ловца а који ће у суштини задржати само његов доказани аеродинамички дизајн тј тај препознатљив облик са издуженим и изоштреним кореним продужецима крила, велика троугласта крила истог угла стреле ( 42°) те хоризонталне стабилизаторе уз редизајниране вертикалне. Дакле споља Су-35С је идентичан пре старом Су-27С него Су-27М (Су-35 ).Само споља, унутар авиона је практично све ново.Почев од авионике,погонске групе и агрегата те разних авионских система и подсистема. Су-35С је заправо последњи изданак ловаца породице Су-27 и као такав је убедљиво најсавременији.
Оно што посебно карактерише Су-35С јесте да је то ловац који може да се у ваздушној борби (блиској и даљој) носи не само са свим постојећим (оперативним) ловцима 4те него и са ловцима 5те технолошке генерације.То му омогућава управо оно што се налази унутар авиона, почев од посве новог монопулсног хибридног центиметарског радара са ФАР ознаке Н035 Ирбис који има могућности како радара с ПФАР тако и оних са АФАР. Затим,ту је такође нови ОЛС-35 (троканална оптичко-локациона станица), сверакурсни опто-електронски систем самозаштите авиона ознаке И-222, вишенаменски ел. одбрамбени систем СПО-32 Пастељ, даље, идентификационог дециметарског радара са АФАР ,те система за ЕИ и ПЕД ознаке Л265М Хибињи-М.Сви ови борбени системи су увезани по принципу тзв фузије сензора која је практично примењена код његовог узора-претходника пре скоро 4 деценије.

### Нова решења
Са потребом да се обнови стара руска флота авиона Су-27, Сухој је почео 2002. године да репројектује авион у домену кабине и система управљања оружјем, у циљу повећања могућности коришћења напреднијег и бројнијег асортимана наоружања. Тако модификовани авион је добио ознаку Су-27СМ, полетео је у децембру 2002. године. Почетни успех модернизације пројекта, подстакао је Сухоја да у децембру 2003. године настави тај програм. Интерно означен програм модернизације Т-10БМ је имао за циљ темељније репројектовање ради смањења квалитативног јаза између руских авиона и иностраних авиона четврте генерације. Добијени пројекат, који је означен као Су-35, сматрао се као привремено решење у очекивању увођења наредног напредног ловца пете генерације Сухој Су-57. Планирано је да многе карактеристике од авиона Су-35 наследи тај нови авион. Главни конструктор С Игор Демин пројектовао је са својим тимом Су-35БМ тј С посве дигитално, просто речено помоћу монитора,миша и тастатуре компјутера а не помоћу цртаћих табли.
По многим детаљима, гледано споља, пројекат Т-10БМ више личи на T-10С /Су-27С од претходне верзије Т-10М тј Су-27М/ Су-35 .Током испитивања аеродинамике Су-27М и мотора са системом управљања вектором силе потиска, Сухој је закључио да би губитак маневарских способности због уклањања канарда могла бити компензована додавањем млазница за управљање вектором силе потиска.Конструкција авиона са канардима изазива повећање масе целог авиона и повећава чеони радарски одраз, што доводи у питање добитак у њиховом аеродинамичком доприносу повећања маневарских карактеристика.Интегрисањем напредније авионске опреме, посебно радара, значајно је смањена маса и габарити тих компоненти, што је тежиште авиона померило уназад.Дакле нови Су-35С нема тзв канарде као Су-27М тј Су-35/37 али има УВП као прототип Су-37 тј Су-30МКИ,МКА,МКМ као први серијски-оперативни вишенаменски ловци са погонском групом која има УВП.
Конструктори су одлучили да уклоне тзв канарде (предње хоризонталне стабилизаторе/дестабилизаторе) и аеродинамичку кочницу на хрбату тј на горњаци трупа авиона.Смањили су површину вертикалних стабилизатора. Таквим променама, као и повећаном употребом алуминијских и титанијумских легура смањена је маса празног авиона, задржавајући при томе максималну тежину полетања, коју има Су-27М / Су-35.Наиме убедљиво највећи проценат у маси празног авиона има нова специјална  синтерована легура Алуминијум-Литијум 1441 .Та легура се код Су-35С користи као основни структурни материјал носеће и оплатне конструкције и отуда је Су-35С по димензијама и габаритима идентичан свом претходнику Су-27С, лакши од њега за неких пола тоне.Иначе ова легура има мању специфичну масу од класичних легура Алуминијума попут Дурала која је кориштена у структури оплате Су-27С нпр. У производним (монтажним) халама КнААЗ се могу видети комплетирани Су-35С посве жуте боје. То је боја добијена галванизацијом легуре Ал-Ли ”1441” . У конструкцији Су-35С  ПКМ (полимерни композитни материјали) су примењени само код радио-прозрачних површина и капотажа.Поред ове легуре користе се и спец. високотемпературне легуре Челика (оплата мотогондоле и оплата око топа  ) и Титанијума (оплата мотогондоле и оплата хоризонталних стабилизатора) те у структури носеће конструкције и погонске групе и њених агрегата.Захваљујући новој конструктивној шеми центроплана и избацивању вазд. кочнице на хрбату те неким детаљима структуре око погонске групе добио се запремински простор за додатних 2 т керозина. Уређај за пуњење горива у лету носи ознаку  ГПТ-2Е.Су-35С не носи подвесне резервоаре горива ( тзв ПТБ ) како многи изори погрешно наводе.Због примене нових структурних материјала у првом реду ове легуре Ал-Ли '1441',животни век Су-35С је повећан на 6000 радних часова ( 30 год употребе са тим да се генерални ремонти изводе на сваких 1500 часова налета 'по стању' или 10 г  'по временском року'  ) .Овај нови структурни материјал носеће и оплатне конструкције (чедо чувеног института ВИАМ), омогућава ловцу Су-35С да краће време трпи оптерећење 10G а на дуже 9G.
Кад је у питању авионика код Т-10БМ (Су-35БМ) тј Су-35С тактичко-технички захтеви су били такви да се ту практично ради о авионици за ловца 5тог технолошког поколења. Интеграција на релацији човек-машина (тзв интерфејс) је још више унапређена у односу на ону примењену у претходнику -вишенаменском Су-27М/Су-35 . Исто се односи на степен аутоматизације и интеграције свих система и подсистема у склопу авионике. Све је то допринело укупном смањењу оптерећења пилота током лета и вођења како ваздушне борбе, тако и борбених задатака против површинских циљева. Дигитални систем управљања информацијама код њега је високоаутоматизован и високоинтегрисан, има ознаку ИУС-35 (Информационо-Управљачки Систем) . Чини га доста подсистема (борбени и навигациони системи и подсистеми интегрисани принципом 'фузије сензора' ) а његову срж чине два дигитална 6-процесорска (микро-процесори Ељбрус-4С) централна рачунара Багет-53-31М/ сер. 1. Магистралу података поред ова два дигит. компјутера (користе ОС -Оперативни Систем 'Багет 4.0' ), чини високо пропусна линија везе базирана на фибер-оптичким кабловима са брзином преноса података 1.0625 Gb/s. Брзина реакције је 1.5-200mks.Сви подаци се пилоту презентују на два великоформатна вишенаменска монитора на бази течних кристала МФИ-35 (Вишенаменски Индикатори, по руски Муљтифункционални , дијагонале 15 инча, димензија 9x12 инча tj 230mm x 305mm  и резолуције 1400x1050 пиксела  ). Они се налазе на предњој вертикалној инструмент табли у кабини Су-35С . MФИ-35 функционишу по принципу приказивања информација и података путем свима знаних  'прозора' . Подаци могу бити словни, бројчани, графички и симболички.
У случају отказа једног све инфо са отказаног се аутоматски пребацују на онај функционални. Затим ту је Вишенаменски диодни Пулт-Индикатор МФПИ-35 (димензије 4 x 5 инча) који се налази на закошеном левом хоризонталном пулту испред ручки управљања погонском групом. Онда је ту Колиматорни Авијациони Индикатор КАИ-35 или ИКШ-1М (индикатор чеоног стакла са видним пољем 30°x 20°, Индикатор Колиматорни Широкоугаони  ) и ПУИ-35 (Пулт Управљања Индикацијама као диодни индикатор испод КАИ-35  ). Поред ПУИ-35 се налазе два ИЦ-оптичка блока за просторно тј угаоно одређивање положаја Нашлемног Нишанског Система, НСЦ 'Сура-М' (украјинске производње) или НСЦ Т-04 Кос (руске производње) . Од приказивача у кабини ту је и пулт Интегрисаног Система Резервних Прибора тј Инструмената-ИСРП у горњем десном углу предње верт. инструмент табле.> За преобуку и тренажу израђен је посве дигитални симулатор а постоји опција умрежавања чак 16 симулатора.Су-35С има посве нови дигитални четвероканални електрични командно-управљачки систем ознаке КСУ-35 који обједињује све аеродинамичке али и гасодинамичке управљачке површине (предкрилца и тзв флаперони на крилима, целопокретни хоризонтални стабилизатори, кормила правца на вертикалним стабилизаторима те наравно млазнице са УВП) . Омогућава управљање авионом по све 3 осе у ручном и аутоматском режиму, стабилност и маневрибилност авиона у свим летним режимима. Пилотско седиште је Звезда К-36Д-5  са комплетом ККО-15 ( конектор кисеоничког и ваздушног анти-g система ) а ту је и КС-129 (систем снабдевања пилота кисеоником у стратосфери ) те КС-130 ( систем снабдевања пилота кисеоником у тропосфери) .Поред свега овог ту је и КПрНО тј Комплекс нишанско-навигационе опреме те МАК-35 као вишенамеснки апаратурни комплекс.
Су-35С користи нови веома снажан импулсно-Доплеров  центиметарски радар Н035 Ирбис (снежни леопард) са фазираном антенском решетком, што је даљи развој радара Н011М Барс-М (леопард) а који је испитан на Су-27М/Су-35 (Су-37 ) а серијски је уграђен у Су-30МКА,МКИ и МКМ.Ирбис је познат и као хибридни електронски радар, тј хибридни радар са ФАР (са ел. скенирањем), са способностима радара са пасивном али и са активном ФАР. То се постигло како је изјавио ген. директор НИИП имена Тихомирова Јуриј Белиј, уградњом хибридног дигиталног хетеродиног таласоводног система на рефлектор антене. Ово је омогућило да се уз смањени габарит и димензије добије више ППЕ (предајно-пријемних елемената), па рецимо у поређењу са ФАР старог радара Н007 Заслон са МиГ-31 који на рефлектору антене пречника 1100 mm има 1700 ППЕ (фазних окретача), нови Ирбис на рефлектору антене пречника 900 mm има скоро 1850 ППЕ а уз знатно мању масу. Поред тога, такав таласоводни систем омогућава Ирбису који у предајном каналу има два предајника (цеви путујећег таласа) да одашиље истовремено више сигнала на више различитих радних фреквенција чиме је знатно повећан радни фреквентни опсег, практично у целом X -дијапазону ( 8-12 GHz) и то уз изузетно велику фреквентну скоковитост ( преко 1000 x/sek).Занимљиво је да је рефлектор антене са таласоводима заправо копија техничког решења са радара Оса. Као оплату има материјал од танких листова злата који је познат као изузетан проводник. Уз то при новом решењу примењеном на радио-прозрачном капотажу радара знатно смањује топлотни одраз током режима ЕКВ (Еквивалент тј у режиму рада предајника где се радарски сигнали из високофреквентног генератора сондирајућих сигнала шаљу на рефлектор антене без одашиљања истих у етар) . Наиме, током рада радара на режиму ЕКВ (ЕА- Еквивалент Антене), радарска енергија која се акумулира на рефлектору антене се претвара у топлотну чиме се повећава топлотни одраз извора радарског зрачења. Колико је снажан радар Н035 говори податак да на режиму високе фреквенције понављања сигнала, макс излазна снага сондирајућег сигнала импулса је 20 kW и то на режиму електро-напајања гл. предајника мрежом једносмерне струје напона 27V.Фреквенција понављања сигнала на режиму високе фреквенције понављања је већа од 300 kHz.Радар Н035 Ирбис има радарску енвелопу која укупно износи 240°,по азимуту и елевацији а  што је 2x више у поређењу са свим радарима западних ловаца (посебно оних с АФАР). Пеленгација се може вршити истовремено у осматрачком пољу ракурса 120°.
Предајни канал Ирбиса чине два предајника са цевима путујећег таласа (Чељнок) а пријемни канал чине два пријемника (ниско и високофреквентни). У односу на стари (механички) радар Н001 на старијем брату Су-27С, нови електронски Н035 има 3 пута веће даљине осматрања у свим борбеним режимима В-В (радним режимима гл . предајника) .То се постигло уградњом новог 5-киловатног предајника (средња снага на режиму високе фреквенције понављања сигнала) уместо претходно уграђеног 1 киловатног у прототип радара.Наиме 2005 за потребе летних испитивања уграћен је у прототип Су-30МК2 број 503 плави, пробни примерак радара Н035 Ирбис са тим 1 киловатним предајником.Са њим је постигнут практични резултат, откривање ловца Су-27 ( 10 m2 РЕРП за X опсег) са 300 km даљине. 2006.г. бива у исти прототип уграђен пробни радар са 5 киловатним предајником а резултат је био, откривање МиГ-21 (РЕРП 3 m2 ) у ППС са чак 400 km. У подрежиму СНП, такав Н035 је успео у заданој зони осматрања аутоматски да пропрати 30 различитих ваздухоплова са аутоматским одабиром за гађање њих 8 (претходно рангираних по степену опасности). Радар у режимима В-З има могућност откривања и праћења покретних и непокретних објеката, картографирања (мапирања) те замрзавања задане слике током претраживања (осматрања) уз високу резолуцију ( 1 m у режиму КАС) . Н035 Ирбис има два дигитална 4-процесорска рачунара Соло-35-01 за обраду улазних сигнала и Соло-35-02 за обраду радарских података у саставу СУВ (Систем Управљања Ватром) .Многи извори информација су погрешно наводили да се у капотажу на врху репне гондоле налази некакав радар Н012 . Наравно то је нетачно, у том капотажу јесу два кочиона падобрана а са горње и доње стране репне гондоле јесу разбацивачи ИЦ-топлотних и радарских-диполних  мамаца ознаке УВ-50.
Су-35С је опремљен и са оптоелектронским системом за осматрање-откривање(праћење) те нишањење у ИЦ и ТВ дијапазону, навигацију али и визуелну идентификацију у оптичком-ТВ опсегу те ласеровање вазд. и површинских циљева ознаке ОЛС-35, уграђеним испред кабине са десне стране и масе 83 kg са пречником оптичког блока 200 mm. По наводима Николаја Ракитина једног од конструктора у УОМЗ, даљине осматрања тј откривања и праћења у свим режимима су у односу на стари ОЛС-27 повећане за чак 4 пута. ОЛС-35 је троканалан. ИЦ-канал тј топлотни пеленгатор ради на таласној дужини λ= 5 μm (стари ОЛС-27 на λ= 3 μm) . Нови ОЛС-35 може открити надолазећег ловца на режиму Максимал на 60-80 km даљине у ракурсу +/-15° (стари ОЛС-27 са 15-20 km). ОЛС-35 може одлазећег ловца на режиму Максимал открити на 200 km даљине (стари ОЛС-27 са 50 km) . ОЛС-35 може надолазећег ловца на режиму Пуни Форсаж открити на 400 km (стари ОЛС-27 на 100 km) . Даљина захвата је 70-80% даљине откривања (аутоматског праћења). Топлотни пеленгатор у ОЛС-35 може истовремено пратити 4 ваздухоплова, код старог ОЛС-27 само 1. ОЛС-35 има осматрачко поље по азимуту чак 180° ( +/-90°) а стари ОЛС-27 свега 120°, по елевацији -15° /+60° . Ласерски канал има даљину ласеровања вазд. циља (означавање и одређивање даљине) која је повећана са 5 km (ОЛС-27 ) на 20 km, за површинске објекте је 30 km. Снага ласерског снопа је 30 МЈ, фреквенција понављања пулса 20 Hz a време трајања истог је 12 ns. ТВ-канал са појачивачем слике за употребу у дневним и ноћним ПМУ и СМУ има домет преко 50 km и ради на таласној дужини 0,5 μm-0,9 μm са видним пољем 6° x 4.8° (осматрање) и 2° x 1.6° (захват) те са дигиталним увећањем 1° x 0.75° и 0.5° x 0.4°.  Поред ОЛС-35, Су-35С може да носи подвесни тро-канални осматрачко-нишански контејнер КОЕП-35 са ТВ, ИЦ и ласерским каналом као ОЛС-35 . КОЕП-35 има осматрачко поље 360° по азимуту и -170° до 10° по елевацији. ТВ-канал је идентичан оном у ОЛС-35, ИЦ-канал се састоји од ИЦ камере тј термовизије koја ради на таласној дужини 3-5 μm са видним пољима истим као код ТВ-канала. Ласерски канал (даљиномер-обележивач) ради на две таласне дужине 1,57 μm (даљиномер) 1,06 μm (обележивач).
За потребе ЕИ и ПЕД (ел. извиђање и против-ел. дејства), Су-35С је опремљен системом Л175М10-35С Хибињи-М кога у основи чине две крилне контејнерске станице Л265М10-01.Станица за ЕИ ради у радном фреквентном опсегу 1.2-40 GHz ( таласна дужина сигнала 8 mm -25 cm )  а станица за ПЕД ради у фреквентном опсегу 4-18 GHz( таласна дужина сигнала 1.7-7.5 cm.Оба крилна  контејнера имају радио-прозрачне капотаже напред ( за ППС) и иза ( за ЗПС ) .Испод њих јесу широкопојасне ФАР са хибридно-хетеродиним таласоводним системом интерферометра  за одашиљање сигнала интерференције ( фреквентне, амплитудне ,звучне итд ).Радар Н035 Ирбис и систем за ЕИ-ПЕД Л175М10-35С Хибињи-М су спрегнути у јединствени високоаутоматизовани и високоинтегрисани систем ознаке Ш-135.Ту је и посве нови дигитализовани СПО-32 Пастељ (Изделие Л150-35 ) са пријемним антенама пасивног радио-пеленгатора тј гониометра (финог,грубог и угломерног), те антенама радио-интерферометра за сверакурсно осматрање и пасивну радио-пеленгацију по азимуту. Овај систем омогућава борбену употребу ПР-ракета, а радни фреквентни опсег му је 1.2 -18GHz( тј за сигнале таласних дужина 17 mm до 25 cm. Поред тих антена у саставу овог система јесу 4 одвојене антене пасивног радио-пеленгатора које покривају тзв милиметарски Ка-опсег ( 27-40 GHz) а чије се 2 антене за покривање ППС налазе у радио-прозрачним панелима у кореним продужецима крила а 2 антене за покривање ЗПС у капотажима на боковима репне гондоле. СПО-32 Пастељ може да региструје радарске сигнале фреквентне агилности мин 1000x /сек што значи да може да открије зрачење свих оперативних радара са АФАР али и свих АРГСН ракета кл З-В и В-В. Укупан радни фреквенти  опсег СПО-32 је практично 1-40GHz и обухвата све радарске сигнале на таласним дужинама 8 mm до 25 cm.У режиму пасивне радио-пеленгације угаона резолуција по азимуту  је 2º на радној фреквенцији 40 GHz и 15º на радној фреквенцији 1.2 GHz.

Такође треба поменути и самозаштитни оптоелектронски систем-комплекс И-222 са модулима СОАР са сверакурсним осматрањем у ИЦ опсегу (таласна дужина λ=3-5 μm) и СОЛО за сверакурсно откривање ласерске озрачености авиона (таласна дужина λ= 0,9-1-57 μm). Детектори СОАР могу открити краткодометну ПАВР-ЛПРС  са 10км,надолазећу ракету кл В-В са 30км и надолазећу ПАВР од РС ПВО  са 50км са угаоном прецизношћу 1°. Детектори СОЛО могу открити противничко ласеровање са 30км даљине угаоном прецизношћу 5°.Новитет је примена посве новог система распознавања државне и међународне припадности откривених и праћених ваздухоплова са дигиталним питачем на бази идентификационог радара са АФАР (у конзолама предкрилаца крила) . Систем носи пројектни назив ”Покосник” . Овим системом је могуће идентификовати неки ваздухоплов са чак 400 km даљине. Дигитални питач са идентификационим радаром са АФАР има ознаку 4283МП и ради у радном фреквентном опсегу 1,03 GHz -1,53 GHz и има два радна канала у два поддијапазона. Канал система распознавања међународне припадности (НАТО стандард Мк 12 ) ради у опсегу 1,03 GHz-1,46 GHz са макс излазном снагом импулса 700W . Канал система распознавања државне припадности (Парољ) ради у опсегу 1,46 GHz - 1,53 GHz са макс излазном снагом импулса 500W. Овај дециметарски идентификациони радар са АФАР има 3 велика 4-канална ППУМ (предајно-пријемни појачивачки модул) где је сваки са специфичном снагом 1 kW по 1л запремине (запремина једног је 2,5 л) и са просечном снагом импулса од 350W за радни фреквентни опсег 1,03GHz-1,53GHz. У саставу овог система идентификације Свој-Туђ јесу антене тзв одговарача на сигнале питача ознаке 4280МД-20. Ради у фреквентном опсегу 1,09 GHz -1,46 GHz где је предајни канал са мин снагом импулса 500W .
За навигацију се користе системи: БИНС-СП-2 (бесплатформни инерцијално-навигациони систем са ласерским жироскопима и кварцним акцелерометрима те сателитском корекцијом), РСБН-85В (радио-технички систем ближе навигације), A-737-10 (пријемник сигнала сателитске навигације и корекције путање од ГЛОНАСС или GPS ), ППА-С/В-05 пријемник заштићених сигнала сателитске навигације, АРК-25 тј  аутоматски радио-компас на хрбату авиона ,  БГС-3М авионска графичка станица која омогућава лет на веома малим висинама у режиму праћења конфигурације терена уз употреба радара Н035 Ирбис или КОЕП-35 (подвесни осматрачко навигациони-нишански контејнер) . Сви они поред још неких подсистема су у саставу КПрНО-35С (Комплекс нишанско-навигацијске опреме) који је интегрисан са ИУС-35 .  За комуникацију се користи КСС (Комплекс средстава везе) ознаке С-107-1 који поседује терминал обједињеног система везе, преноса података , навигације и распознавања познат као ОСНОД  или производ АТМ-2В а чији је радни фреквентни опсег 960-1215 MHz  ( метарски и дециметарски дијапазон ) и истовремено може да користи 4 канала везе.За комуникацију на релацији авион-земља на мањој даљини ( до 500 km ) се користи  УКТ радио-станица а за веће даљине ( до 1500 km ) КТ радио-станица  на висинама већим од 10 km ( узети у обзир домете радио-хоризонта).  Антене обе станице се налазе на врховима верт. стабилизатора те испод нападне ивице десног вертикалца (сиви радио-прозрачни капотажи ) .
Поред овог  омогућава и увезивање у групу и комуникацију по дигиталном каналу криптозаштићене везе (дигитални дејта-линк) измећу 4 ловца на међусобном растојању по азимуту 400 km  у основној патролној групи или чак 16 њих у великој обједињеној патролној групи. Због могућег отклона антене по азимуту ,радарско осматрачко поље само једне основне  патролне групе има ширину фронта око 2500 km.   Предајно-пријемне антене овог канала се налазе испод белог радио-прозрачног капотажа иза радарског конусног капотажа .  Поред свега овог, Су-35С има правог ”кеца у рукаву” а у питању је јединствен и премијерни у свету ЛА борбени систем у једном ловцу. Реч је о БОСЕС-ТУ ”Дуељ” где БОСЕС-ТУ значи Авионски Оперaтивно- Саветодавни Експертизни Систем- Тактичког Нивоа звани 'Дуел' (на руском ”Бортовая оперативно советующая экспертная система тактического уровня «Дуэль»”). Ради се о систему у којем разни алгоритми и програми математичког моделирања (оно што је новинарски названо као 'вештачка интелигенција' ), дају пилоту препоруку о тактици борбене употребе током вођења посебно ДВБ (Даљњи Ваздушни Бој) тј сусретне ракетне борбе у првом реду против западних ловаца 4те и 5те генерације. Интересантно је да су у меморији рачунара породице Багет похрањени практично сви летни и летно-маневарски параметри и подаци свих данас оперативних западних ловаца. На основу свега овог се може прогнозирати и предвидети могући потез (акција или реакција) противника у ваздушним борбама 1 на 1, 1 на 2, 2 на 1 или 2 на 2 (ниво ловачког пара) те на нивоу групе или чак и целе лов. ескадриле. Овакав систем ни било шта слично не постоји ни у једном западном ловцу, поред Су-35С има га и руски ловац 5те генерације Су-57.
РЕРП (радарска ефективна рефлексна површина) Су-35С у чистој конфигурацији (без ракета кл В-В, тј без икаквих вазд УбС) је у центиметарском X -опсегу (f=10 GHz, λ=3 cm), у ППС,  ракурс 30° тј +/-15°, свега 3 m2  што је велики тактичко-технички напредак у односу на претходника Су-27С ( 10-12 m²) . Практично Су-35С има РЕРП као МиГ-21  а о разликама у димензијама и габаритима не треба писати . Иако је Су-35С метални ловац, са металном оплатом, примењено је више техничких решења везаних за смањивање РЕРП спреда. Ветробранско плекси-стакло и плекси поклопца кабине (силикатни триплекс), имају слојеве спец. тзв радио-апсорбујућих  металних и не-металних материјала. Радио-прозрачни конусни капотаж радара такође има слојеве РАМ (радио-апсорбујућих материјала).  Исто тако нападне ивице корених продужетака крила, те самих крила а то имају чак и подкрилни носачи разних лансера УбС. У уводнику ваздуха слој РАМ је дебљине 0,7-1,4 mm а на површини лопатица вентилатора мотора АЛ-41Ф1С слој РАМ је дебљине 0,5 mm .
Су-35С покрећу два турбомлазна двопроточна мотора ТММ (или ТВМ турбо-вентилаторски мотор) Сатурн АЛ-41Ф1С (заводска ознака му је Изделие 117С) . Опремљен је млазницама за управљањем вектором силе потиска, чије се осе ротирају под углом, слично решењима као на авионима Су-30МКИ, МКА и МКМ те Сухој Су-57. Конвергентно-дивергентне млазнице се закрећу-отклањају у једној равни (вертикалној) са закошењима у страну (спољну у горњем углу а у унутрашњу у доњем углу) .Рецимо што се тиче радних положаја тј отклона млазница за задани радни режим погонске групе, ти отклони могу бити синхроно-асинхрони (диференцијални) . Кад су обе млазнице оборене на доле, тада су мотори изгашени (режим Стоп) а кад су обе млазнице отклоњене на горе (за све радне режиме мотора Максимал, Мин и Пуни Форсаж  ), тада се тај положај користи у пропињању тј у вертикалним маневрима или током полетања (знатно скраћивање дужине ПСС за полетање) . Код асинхроног (диференцијалног) отклона (једна млазница горе а друга доле за све радне режиме мотора  ), тај положај се користи током извођења супер-маневара у режиму дозвучних брзина  (режим управљања који се зове 'Маневар-ТУ' (Трајекторно Управљање) .
Млазнице са УВП обезбеђују авиону пропињање, ваљање и скретање, са утицајем сваке млазнице другачије на укупни вектор силе потиска мотора Су-35. Систем за управљањем вектором силе потиска, интегрисан је у систем команди лета и пропулзије ( КСУ-35 обједињени 4-канални дигитални аеро-гасодинамички командно управљачки систем  ) а што обезбеђује авиону суперманеврибилност, омогућавајући му да обавља енергичне и оштре маневре-заокрете и на веома малим (чак и оконултим) брзинама лета и при великим нападним угловима (код Су-27С до 120°, код Су-35С  преко 120° па до 180° ,чак и свих 360° ). Поред легендарних акробатских и потенцијалних борбених маневара Кобра и Звоно ,ту су сада Кобра ( са нападним углом до 180° ) , Блинчик, Куљбит, Чакра, форсирани заокрет са употребом УВП (за 10 s )  итд  .Практично може да изводи све маневре и фигуре вишег пилотажа које су изводили или изводе Су-27М ( Су-35/37 ) и Су-30СМ,МКИ,МКА и МКМ а који имају тзв канарде и моторе са  УВП .
| „Класична борба у ваздушном простору почиње при великој брзини лета авиона, али ако нападач промаши у првом нападу, а вероватноћа постоји, пошто противник има могућност да маневрима избегне пројектиле нападача, тада ће борба бити продужена. У току маневрисања, авионима ће се смањивати брзина лета и оба противника могу бити у положају из кога не могу користити своје оружје. Суперманеварбилност омогућава авиону да се брзо окрене (за три секунде) и да брзо понови напад”. |
| — Сергеј Богдан, шеф пробних пилота Сухоја |

Мотори дају авиону Су-35С способност да пробије звучни зид  и ограничену могућност да одржава надзвучну брзину без употребе додатног сагоревања (режим Мин и Пуни Форсаж) при стварној брзини 1,1 mах а то је тзв суперкрстарење. АЛ-41Ф1С има нови вентилатор (предњи компресор) повећаног пречника (са 905 mm на 932 mm), нову ТВП (турбина високог притиска) те посве нове коморе сагоревања (основна и форсажна) које поседују практично нову технологију тзв плазмене припале (не горивне) . У односу на стари АЛ-31Ф са Су-27С, нови АЛ-41Ф1С има за 2000 kgs већи статички потисак на режиму ПФ (повећање са 12500 kgs на 14500 kgs у борбеном режиму на ПФ-Пуни Форсаж) . Погонска група се на земљи независно од спољних извора те у ваздуху до висине 10 km покреће новим гасо-турбинским мотором  TA14-130-35 снаге 105 kW . Уводник ваздуха и млазник врелих гасова су му на доњаци трупа између мото-гондола .
Ресурс мотора АЛ-41Ф1С је у односу на АЛ-31Ф повећан за чак 4 пута, са 1000 часова на 4000 часова. Маса сувог АЛ-41Ф1С је готово идентична маси сувог АЛ-31Ф (око 1,5т) уз сличне димензије. Са овим моторима, Су-35С има доста већи СВП (специфични вишак потиска) у односу на старији Су-27С. То ће рећи, има доста већи вишак енергије (резерва енергије) погонске групе и лета како у хоризонталној равни (устаљени и неустаљени заокрети, по руски виражи) те у вертикалној (пењање и верт. заокрети по руски разворот) . Такође му је однос 'динамички потисак - задана маса у лету' доста већи спрам оног код Су-27С .
Видимо да је учињен велики напредак на пољу гасодинамике, исто тако је то постигнуто на пољу аеродинамике. Новитет је синхроно-асинхрони отклон великих флаперона не само на доле већ и на горе  ( отклон на горе код аеродинамичког кочења те диференцијални отклон на горе код ваљања). Кормила правца на верт стабилизаторима се могу  синхроно отклонити према унутра или  према вани . Рецимо за норм. полетну масу од око 25т, макс експлоатационо g-опт је 9G у области дозвучних брзина тј за макс стварну брзину 0.85М (код Су-27С за норм. полетну масу 21.4т је 8G за исту макс брзину) . Макс експлоатациони  g-опт у режиму окозвучних брзина ( 0,85<М≤1,25 ) је 7G (код Су-27С је 6.5G за исте услове  ) . У области надзвучних брзина (М>1,25 ) макс експлоатационо  g-опт је 8G (код Су-27С за исте услове је 7G ) . Исто важи и у домену аеродинамичког притиска којег трпи ловац. У области дозвучних брзина  (М<0,85 ) при макс  g-опт 9G он износи 200т, у области окозвучних брзина (0,85<М≤1,25) при g-опт 7G је 150т а у области надзвучних брзина  (М>1,25 ) при  g-опт 8G он износи 180т .

### Испитивање и серијска производња
Произведен је први прототип, средином 2007. године. Прототип, Су-35-1 број 901, је затим пребачен у Опитни центар на испитивање у лету на аеродрому Жуковски. Пилот Сергеј Богдан је извео са њим први лет у трајању од 55 минута, 19. фебруара 2008. године. Пратио га је авион Су-30МК2, према устаљеној процедури. Касније, 2. октобра, је Богдан први пут полетео и други прототип. Било је планирано да се програм испитивања у лету изводи на три прототипа (бројеви 901,902 и 904 док је 903 био прототип за статичка испитивања), али 26. априла 2009. године, дан прије планираног првог лета, четврти Су-35БМ доживео је удес током залета на аеродрому фабрике КнААЗ . Авион је ударио у препреку на крају писте и уништен је у пожару. Пробни пилот Сухоја Јевгениј Фролов  се катапултирао, са задобијеним опекотинама. Комисија је истраживала удес. Неколико извора је спекулисало да је инцидент био резултат квара на авиону.
Руско министарство одбране је поручило  48 авиона Су-35С по уговору вредном 66 милијарди рубљи и тако је започела серијска производња у КнААЗ. Поред наруџбине за почетка серијске производње, на сајму МАКС 2009, Руска влада и државна развојна банка ВЕБ договориле су се да пренесу фирми Сухој потребан капитал за производњу авиона. У новембру 2009. године, почела је серијска производња авиона. До тада су успешно завршена прелиминарна испитивања система на авиону. Први серијски авион Су-35С полетео је први пут у мају 2011. године и испоручен је ваздухопловству на оперативна-трупна испитивања. Пре тога су започета државна војно-техничка испитивања у две фазе у склопу 929 ГЛИЦ МО РФ на аеродрому Ахтубинск. Пошто је производња Су-35С започета паралелно са завршним испитивањима што значи да није био потпуно дефинисан серијски стандард, неки авиони ране производње су касније накнадно доведени на серијски стандард. Испорука Су-35С по првом уговору је у целости испуњен крајем 2015год .
Крајем 2015. године, када је потписан први извозни уговор са Кином, Руска влада је издала наредбу за поруџбину још 50 примерака авиона у другом уговору између МОРФ и Сухој-КнААЗ вредном 100 милијарди рубљи. Испорука по овом уговору је испуњена крајем 2020год. Затим је потписан трећи уговор током 2020 за 6 а потом и четврти уговор за 24 нова авиона укупне вредности 70 милијарди рубљи. Свих 6 авиона из трећег уговора су испоручени у 2021 а реализација четвртог уговора је у току са тим да је током 2022 испоручено 7 нових Су-35С. а током ове 2023 до сада је испоручено 10 авиона( по два у јуну,јулу,септембру,октобру и новембру).Кад се говори о серијским авионима произведеним по трећем и четвртом уговору ,то су модернизовани Су-35СМ.Измећу осталог,добили су нове крилне станице за ЕИ и ПЕД. Дана 12. априла 2024г су ВКС испоручена два нова Су-35С.  ОАК је донео одлуку да се серијска производња Су-35С настави све до краја 2027 . До сада су сер. производњом и испорукама дакле реализована 3 уговора између МОРФ и ОАК( КнААЗ ) потписани 2009г за 48 ловаца ,2015г за 50 и 2020г за 6 .Уговор из 2021 подразумева сер. производњу и испоруку 24 ,што ће бити укупно 128 Су-35С. До сад је испоручено укупно 120 не рачунајући ова два нова од пре неки дан.

## Оперативна историја

### Русија
У почетку, један статички (за испитивања на земљи бр 903 ) и три прототипа за испитивање у лету (бр. 901, 902, 904) произведени су у периоду 2007-2009. година. Трећи (бр. 904) је касније уништен  у пожару током залета . 
Први уговор за 48 серијских авиона потписан је на ваздухопловној изложби у Москви МАКС 2009. Крајем маја 2011. године, Сухој је испоручио први Су-35С, како би Министарство одбране спровело заједничко оперативно испитивање. Пре почетка испитивања, авионска опрема Су-35 и интегрисани системи одбране наводно нису били у складу са захтеваним стандардом. Прва од две фазе испитивања почела је у августу 2011. године. До марта 2012. године, два прототипа и четири серијска авиона су летели док је ваздухопловство испитивало техничке карактеристике, које су процењене до краја те године са закључком да су генерално доказане захтеване са пројектом. Од шест серијских авиона који су предати у децембру 2012. године, пет их је прелетело у Опитни центар Громов у Жуковском, у фебруару 2013. на другу фазу испитивања. Ова фаза, која је требало да траје осамнаест месеци, односила се на оружје Су-35 и маневарске способности у борби.
Дванаест серијских ловаца Су-35С испоручено је ваздухопловству у децембру 2013. године, након чега је у фебруару 2014. уследила испорука још дванаест, од којих је десет предато 23. ловачком ваздухопловном пуку, стационираном на Далеком истоку, а преостала два су задржана за завршне фазе заједничких државних испитивања.
Испорука је практично значила службено увођење авиона у оперативну употребу. До тада је 34 од 48 првобитно наручених авиона испоручено, а преосталих 14 у 2015. години. Неколико Су-35С је касније пребачено у Липетск ради даљег развијања тактике борбе и обуке особља. Руски Су-35С су распоређени у ваздухопловној бази Бесоветс у близини финске границе, и у ваздухопловној бази на Далеком истоку, у близини Владивостока. Увођење Су-35С у оперативну употребу Руских ваздухопловних снага део је руског државног програма наоружавања за период 2011-2020. годину. То је дефинисано након рата са Грузијом 2008. године, са циљем да се значајно повећа број модерне војне опреме у Руским оружаним снагама. Авиони Су-35С се уводе уз присуство Су-30М2 и Су-30СМ и тежих авиона Су-34. Према извештајима, истовремена набавка трију ловачких деривата оригиналног Су-27 била је да се подрже (запосле капацитети) два произвођача авиона при изостајању извоза. Су-30М2 служи као тренажни за Су-35С . 
У јануару 2016. године, Русија је по први пут увела у борбене услове експлоатације своја четири Су-35С у ваздухопловној бази Хмејмим у Сирији. То се десило након повећаних тензија између Русије и Турске због наводног упада руских авиона у турски ваздушни простор. Су-35С који су распоређени у Сирији, обезбеђивали су контролу ВаП Сирије те заштиту тактичким бомбардерима Су-24М и Су-34 као и јуришницима Су-25 при њиховом патролирању и другим задацима у ваздушном простору Сирије. Њихово борбено распоређивање у Сирији помогло је у проналажењу недостатака и накнадним њиховим отклањању и побољшању решења. За то је на првом месту пример са авионском опремом авиона. У Сирији су се Су-35С појавили наоружани посве новим ракетама класе В-В типа Р-74/Л и Р-74М/МЛ те Р-77-1 . Осим тога, то је такође допунски промовисало авион на глобалном тржишту. Су-35С је постигао пуну оперативну способност крајем 2018. године.

### Кина
У новембру 2015. године, Кина је постала први купац Су-35 (ознака за извозну верзију Су-35С), када су Руска и Кинеска влада потписале уговор вредан 2 милијарде долара за куповину 24 авиона за ваздухопловство Народне ослободилачке војске. Иако су кинески званичници први пут показали интерес за модернизовани пројекат Су-35, 2006. године, Рособоронекпорт, руска државна агенција задужена за извоз и увоз одбрамбених производа, била је спремна да почне разговоре са Кинеском владом. Руски званичници су јавно потврдили да се разговори одржавају и да је 2012. године, потписан протоколарни споразум о извозу авиона у Кину. Било је накнадних медијских извјештаја и службених изјава да су две земље потписале уговор и да су испоруке авиона сасвим извесне, иако се преговори заправо нису завршили све до 2015. године.
Разговори о продаји Су-35 показали су се дуготрајним због забринутости око права интелектуалне својине. Како је Кина изменила авионе Су-27СК и Су-33 у Ј-11Б и Ј-15, било је забринутости да ће Кина копирати пројекте авиона и понудити као свој производ на извозном тржишту. У једном тренутку Рособоронекпорт је захтевао да Кина обезбеди правно обавезујућу гаранцију против копирања. Међутим, индустријски извори сматрају да је кинеска индустрија заинтересована за мотор АЛ-41Ф1С и радар Н035Е Ирбис-Е (извозна верзија) . Кина је била посебно заинтересована за мотор авиона Су-35С, јер је на земљи већ он био испитан у њиховом Ј-11Д. Док авион наводно има мањи долет, носивост и управљивост од Су-35, Ј-11Д има радар са АФАР уместо радара са ПФАР који је понуђен на Су-35. Различити извештаји скрећу пажњу на потребу да кинеска индустрија затвори технолошки јаз између своје индустрије мотора, у односу на Запад и Русију. Рособоронекпорт је инсистирао да Кина купи најмање 48 авиона како би надокнадила ризике копирања. Након што је Кремљ интервенисао крајем 2012. године, минимални број авиона је смањен на 24. Још један наизглед тврдоглав проблем био је инсистирање Кинеза да авиони укључују кинеске компоненте и авионску опрему. Кремљ је поново интервенисао и прихватио такве захтеве и дозволио да се посао настави. Ово се сматрало великом концесијом јер је продаја таквих компоненти наводно уносна. Уговор није укључивао никакав пренос технологије.
Крајем јануара 2016. године, Кинеска војска је по први пут потврдила да је 25. децембра 2016. године добила четири борбена авиона Су-35 руског порекла. Истовремено, на интернет страници Народне ослободилачке војске појавила се вест да је покренут рад на њиховом авиону Ј-20, Русија је схватила да ће Су-35 изгубити своју вредност на кинеском тржишту у блиској будућности, пошто се у чланку наводи: „Стога се надамо да ће Су-35 бити последњи увоз борбених авиона у Кину”. Су-35 је званично уведен у оперативну употребу Кинеске армије у априлу 2018. године.  За наоружавање својих Су-35 ,Кинези су набавили извозну верзију ракете Р-77-1Л ,ознаке Р-77-1ЕЛ те извозну Р-74ЕЛ .
САД су увеле санкције Кинеском одељењу за развој опреме и његовом директору Ли Схангфуу, 20. септембра 2018. године, за учешће у "значајним трансакцијама" са Рособоронекsпортом, конкретно именујући куповину десет Су-35 борбених авиона у 2017. години, као и ракетни систем земља-ваздуh С-400, у 2018. години. 

### Индонезија
Крајем 2014. године, Русија је Индонезији понудила извоз авиона Су-35. У томе периоду су они били у процесу замене своје старе флоте, коју су сачињавали авиони F-5Е тигар II. Следеће године, министарство одбране Индонезије је одабрало Су-35 испред Јурофајтер тајфуна, Рафала, F-16 и ЈАС 39 грипен. Министарство одбране је навело као разлог за избор авиона Су-35, вишегодишње познавање и коришћење руских авиона Су-27СК и Су-30МК2 у Индонезијском ваздухопловству. До средине 2017. године, преговори између две стране о продаји Су-35 су достигли фазу значајног приближавања, са индонезијском владом која се касније начелно сложила да спроведе трговину контра испорука пољопривредних производа за наручених једанаест авиона. У фебруару 2018. године, Русија и Индонезија су финализирале уговор о куповини 11 авиона Су-35, у вредности од 1,14 милијарди долара. Прва испорука је планирана крајем 2018. године. Иако су индонежански званичници најављивали прве испоруке током 2019, 12тог марта 2020 је званично објављено да Индонезија одустаје од набавке извозних Су-35 . Разлог је био дипломатски притисак САД и отворене претње санкцијама тој држави. Авиони Су-35 за Индонезију нису ни произведени у КнААЗ .
Египат
Након Индонезије, током 2018г, Египат је уговорио набавку 24 извозна Су-35 по цени 2 милијарде долара. Међутим 2021г Египат је потпао под велики притисак САД и као у случају Индонезије, запрећено му је санкцијама ( CAATSA) након чега је Египат морао да одустане од набавке.Сви авиони су већ произведени и они се већ дуже време налазе на стајанкама у кругу КнААЗ ( 27 авиона) а неколико их је бази Жуковски.
Иран
Вести у протеклих пола године говоре о томе да ирански пилоти-ловци врше преобуку за Су-35 у Жуковском ( 929 ГЛИЦ МО РФ) а последња вест је да ће свих 24 Су-35 произведених за египатско РВ бити од почетка 2023 испоручени иранском РВ .Испорука првих Су-35 је почела 18.04. а слетели су у АБ Мехрабад поред Техерана. 28.нов.2023г је званично потврђено из МО Ирана да ће бити набављени ловци Су-35.

## Корисници
- Русија — У децембру 2022 године у инвентару (оперативна употреба) ВКС се налази 103 Су-35С. Први уговор из 2009 вредан 66 милијарди рубљи је подразумевао сер. производњу 48 авиона а други уговор из 2015 вредан 100 милијарди рубљи сер. производњу 50 авиона. Оба су испуњени на време (до краја 2015 и до краја 2020) . Трећи уговор је за 8 авиона а четврти за 22 (укупна вредност 70 милијарди руб) . Авиони су распоређени у:
  - 23. Гв ИАП (гардијски ловачки авијацијски пук) - аеродром Дзјомги, Комсомољск на Амуру (у непосредној близини КнААЗ где се и сер. производе Су-35С) -Хабаровски крај, Далеки исток РФ . 2 АЕ -авијацијске ескадриле са по 12 ловаца, 23 укупно јер је 31ог јула 2021 један изгубљен у паду на острву Сахалин .
  - 22. Гв ИАП -аеродром Центраљнаја Угловаја, Владивосток-Приморски Крај, Далеки исток РФ . 1 АЕ са 12 ловаца
  - 159. Гв ИАП -аеродром Бесовец, Петрозаводск, Република Карелија . 2 АЕ са 23 не 24 ловца јер је 03.04. 2022 у реону града Изјум код Харкова на борбеном задатку у склопу руске СВО оборен дејством укр. РС ПВО један Су-35С из те јединице. Авионом је управљао пилот-ловац мај. Сергеј Јермалов (катапултирао се и био заробљен) .[131]
  - 790. ИАП, аеродром Хотилово, Тверска област . 1 АЕ са 12 Су-35С .
  - 4. ЦБП и ПЛС (Центар за борбену припрему и преобуку летачког састава) ВВС/ВКС - аеродром Липецк-2 те у саставу 968 IIСАП (инструкторско-истраживачки мешовити авијацијски пук) је 1 АЕ са 12 Су-35С .
  - 185.ЦБП и ПЛС / 116. ЦБПИА (Центар за борбену употребу /примену ловачке авијације), аеродром Приволжскиј-Астраханска област. 7 нових Су-35С (из трећег уговора) .
  - 237. ЦПАТ (Центар за показивање авио-технике), аеродром Кубинка-Московска Област, у саставу Акро групе 'Руски Витезови' са 8 Су-35С .
  - 929. ГЛИЦ МО РФ (Државни Летно -Испитивачки Центар при МО РФ) -аеродром Ахтубинск-Астраханска област са 6 Су-35С ?
  - 929. ГЛИЦ МО РФ -аеродром Жуковски-Раменскоје, Московска област . 4 авиона?
  - Аеродром Хмејмим-Латакија САР (Сиријска Арапска Република), на сталном борбеном дежурству 6 Су-35С на ротацији из 4 оперативна пука ВКС.
- Кина — Војно ваздухопловство Народне Републике Кине је наручило 24 Су-35 по уговору вредном 2.5 милијарди долара, у нов. 2015г. Сви наручени авиони су испоручени наручиоцу до новембра 2018г. Испорука 24 авиона Су-35 је Кини реализована у потпуности. Сви се налазе у саставу 6те ваздухопловне бригаде РВ НРК у провинцији Гуандун .

## Борбена употреба
Дана 1. фебруара 2016 године је објављено, да су ВКС ОС РФ пребациле у авио-базу Хмејмим у Сирији 4 ловца Су-35С (слетели тамо 30 јан 2016 ) . Они су имали задатак контроле ВаП Сирије уз помоћ летећих радарских станица А-50У те заштите бомбардера, да би се избегло понављање ситуације, када је руски тактички бомбардер Су-24М 24 нов. 2015 био оборен од стране турског ловца Ф-16Ц уз сиријско-турску границу. Су-35С су се тамо појавили наоружани новим серијским и оперативним ракетама кл -В-В типа Р-74/М (Л и МЛ) за маневарску БВБ, те Р-77-1 за маневарску ДВБ (сусретни маневарски ракетни бој).
Ловци Су-35С се већ две године  користе у склопу руске СВО - спец. војне операције у Украјини од 24. феб. 2022г ради успостављања ваздушне превласти изнад региона Донбаса (ЛНР и ДНР) али и шире те уништавања капацитета украјинске ПВО (радарски и ракетни системи) употребом ПР-ракета типа Х-31ПМ. Трећег априла 2022г у реону града Изјум оборен је дејством укр. ПВО на борбеном задатку један Су-35С. 19. јула 2022г. у реону града Херсон оборен је један Су-35С пријатељском ватром са земље,затим 13.маја 2023г. дејством укр. ПВО  у руском ВаП ,оборен је један Су-35С у реону града Клинци( Брјанска област) на територији РФ.У ноћи 28.септ. 2023 пријатељском ватром са земље оборен је један Су-35С у реону града Токмак. Затим 21. маја 2023г изнад Црног мора бива оборен још један Су-35С опет сопственом ПВО да би још два Су-35С била оборена такође дејством сопствене ПВО током фебруара 2024 г. Су-35С се у досадашњој борбеној употреби одлично показао, робустан и издржљив као његов предходник Су-27С, често лете на борбене задатке по 3 пута дневно. До сада су забележили доста обарања украјинских ваздухоплова (радар Н035 Ирбис, ОЛС-35 и ракете кл В-В типа Р-77-1 су се одлични доказали).Неки пилоти имају доста обарања (назови 'ваздушних победа' мада се то у данашње време не може окарактерисати као оно из времена оба светска рата, корејског, вијетнамског или арапско-израелских) . Рекордер је пилот-ловац п.пук Иља Сизов са 12 обарања,следи га мајор Виктор Дудин са 3 обарања и старији поручник Иван Перепелкин са 2 обарања.Заједно њих тројица имају 17 ваздушних победа.

## Карактеристике (Су-35С)

### Опште
| - Посада = 1 - Дужина = 21,95 m - Размах крила = 14,75 m - Висина = 5,92 m - Површина крила = 62,20 m² - Угао стреле крила = 42° - Маса празног на стајанци са наоружаним топом = 16.000 kg - Нормална маса у полетању = 25.300 kg | - Макс маса у полетању = 34.500 kg - Маса горива = 11.500 kg - Погонска група = 2 × двострујна ТММ (ТВМ) АЛ-41Ф1С са УВП (управљањем вектором потиска) - Углови отклона млазница = +/- 15° у вертикалној равни (отклон по попречној оси) са заношењем у спољну страну (у горњем положају) и унутрашњу страну (у доњем положају) - Угаона брзина отклона млазница = 60°/сек - Статички потисак ( H=0,V=0, t=15 °C ) = На режиму Максимал: 9000кгс На режиму Пуни Форсаж(борбени режим): 14000кгс На режиму Пуни Форсаж(посебни режим): 14500кгс |

### Перформансе
| - Максимална брзина (инструментална и стварна): - На висини 11 km и више = 2.500 км/ч ( 2.35М) - На висини 200 m = 1.500 км/ч (1.3М) - На режиму Максимал (H=11 km и више) =1.300 km/ч (1.1М) - Специфично оптерећење крила: - При нормалној полетној маси = 410 kg/м² - При макс. полетној маси = 610 kg/м² - Коефицијент експлоатационог g-оптерећења: = +9/-3 - Време убрзања на H=1 km при остатку горива 50% од норм масе: Од 600 km/ч до 1100 km/ч =13.8 сек Од 1100 km/ч до 1300 km/ч= 8 сек | - Долет: - На H=200 m при Vстварна= 0.85M = 1600 km (при 100% горива пре ППП тј пред-полетне припреме). - На H=13 km (економична висина за дуготрајно крстарење/патролирање и прелете) при Vстварна 0.85М = 4000 km при 100% горива пре ППП и без допуне у лету) - На истој висини при Vстварна 1.1М = 3000 km (за исте услове) - На истој висини при Vстварна 0.85М = 6000 km (са једном допуном горива у лету - Тактички-борбени радијус: На задатку патролирања или остваривања превласти у ВаП при Vстварна 0.85М на H=13 km = 2000 km (са комбинацијом подвешавања ракета кл В-В: 8-12 Р-77-1 и 4-6 Р-74/М без допуне горина у лету) - Оперативни плафон лета: = 20.000 м - Почетна брзина пењања на H=1 km: = >300 m/сек - Дужина ПСС потребне за полетање: Са ракетама кл В-В на режиму ПФ и УВП = 150 m Без ракета кл В-В на режиму ПФ и УВП = 100 m |

### Наоружање
- Топ = 1× 30 mm ГШ-30-1 унутрашња уградња, са 150 граната

| - 12 спољних тачака за подвешавање разних вазд. УбС: 4 испод трупа ( 2 између уводника ваздуха и између мотогондола и 2 испод уводника ваздуха), 6 испод крила и 2 на крајевима крила. Што се тиче неке макс могуће масе УбС за задани борбени задатак уз задану масу горива, она свакако није 8т како се наводи у многим изворима података (Су-27С може да понесе тј да полети са око 10т УбС у виду авио-бомби типа ОФАБ-250-270, масе 266кг). Та маса код Су-35С би могла бити око 12т (нпр 48 ком авио-бомби ОФАБ-250-270 ) не рачунајући нпр масу 2 или 4 ракете кл В-В типа Р-74/М које би могле да се подвесе. |

| Ракетно наоружање Ракете класе ваздух-ваздух: - Р-27Р/ЕР макс 8 ком - Р-27П/ЕП макс 6 ком - Р-27Т/ЕТ макс 4 ком - Р-37М макс 8 ком - Р-74/М макс 6 ком - Р-77-1 макс 12 ком Ракете класе ваздух-земља: - Х-29ТЈе макс 6 ком - Х-36 (9-А-7759 ) макс 6 ком - Х-38М(МА,МК,МЛ,МТ) макс 6 ком - Х-59М/M2 (МК2) 'Овод-М' макс 5 ком ПР (Против-радарске) ракете: - Х-31ПМ макс 6 ком ПБ (Против-бродске) ракете: - Х-31АМ макс 6 ком - Х-35У макс 6 ком - Х-59МК макс 5 ком Невођене ракете В-З: С-8 кал 80 mm ( 20ком у лансеру, макс 4 лансера) С-13 кал 122 mm (5ком у лансеру,макс 4 лансера) | Бомбардерско наоружање Навођене авио-бомбе (са ТВ, ласерским и сателитским навођењем): - КАБ-250ЛГ макс 6 ком - КАБ-500 (Кр,Л,ЛГ,С) макс 6 ком - КАБ-1500(Кр,Л,ЛГ, ТК) макс 5 ком - УПАБ-500Б (К08Б) макс 6 ком - УПАБ-1500Б (К029Б) макс 5 ком - 'Гром-2' ( 9-А1-7759 и 9-А2-7759) макс 6 ком - ПБК-500У 'Дрељ' макс 8 ком Невођене (слободно-падајуђе) авио-бомбе: - Све разорне и разорно-распрскавајуће авио-бомбе породице ФАБ и ОФАБ (калибри 100, 250 и 500кг), - ОДАБ-500ПМВ (просторно-детонирајућа) - РБК-500 СПБЕ-Д (бомба-разбацивач касетне муниције) - РБК-500 ЗАБ 2.5 (бомба-разбацивач запаљиве муниције) |

### Авионска опрема
- ОЛС-35 = Оптичко -локациона станица уграђена испред ветробранског плекси-стакла са десне стране. Има 3 радна канала: ТВ-канал са појачивачем слике за осматрање у дневним и ноћним повољним и сложеним метео-условима, ИЦ-канал (топлотни пеленгатор за осматрање,откривање и праћење у ИЦ -дијапазону на таласној дужини 5 mкм) и ласерски канал (обележивач-даљиномер).
- Л175М10-35С Хибињи-М = Систем за ЕИ (станица за електронско извиђање 'Регата', ради у фреквентном опсегу 1-40 GHz) и ПЕД (станица за против-ел. дејства 'Проран', ради у фреквентном опсегу 1-18 GHz) са два радна контејнера ознаке Л265М10-01 на крајевима крила.
- И-222 = Интегрисани систем самозаштите авиона са сензорима-детекторима: СОЛО (Систем за упозорење о озрачености авиона ласерским снопом тј ласерским озрачивањем) са два модула на бочним странама авиона иза радио-прозрачног капотажа радара и СОАР (Систем за откривање надолазећих ракета помоћу ИЦ -детектора) са 3 модула, на горњаци трупа по један испред и иза кабине за осматрање горње ППС и ЗПС те модул са два детектора на доњаци трупа испод кабине за осматрање доње ППС и ЗПС за сверакурсно осматрање у ИЦ опсегу на таласној дужини 3-5 μm.
- Антенски систем за идентификацију Свој-Туђ типа 4283МП са АФАР (Активна Фазирана Антенска Решетка) Л-дијапазона = Дециметарски радар Л-опсега (радни фреквентни опсег 1-1.5 GHz) за идентификацију ваздухоплова по државној (систем Парољ) или међународној припадности (НАТО стандардни систем МК12 ) а чије се 2 антене са вишенаменским дигиталним питачима налазе у конзолама предкрилаца крила.
- Антенски систем идентификације типа 4280МД = Систем антена (црне троугласте) одговарача у склопу идентификационог система а које се налазе на горњаци (на хрбату иза кабине и на репној гондоли) и доњаци трупа авиона (испод кабине).
- СПО-32 Пастељ (Л150-35) = Систем за ЕИ и упозорење о озрачености авиона радарским сигналима (радарско озрачивање) чије се антене финог, грубог и угломерног пасивног радио-пеленгатора (гониометра) налазе у предкрилцима крила (за ППС) те на вертикалним стабилизаторима (за ЗПС). Антене припадајућег радио-интерферометра се налазе у предкрилцима крила. Систем омогућава употребу макс 6 ПР (против-радарских) ракета типа Х-31ПМ од којих две практично истовремено.
- Н035 Ирбис = Монопулсни хибридни центиметарски радар са фазираном антенском решетком (електронско скенирање тј електронско усмеравање снопа радарске енергије). Хибридни јер има могућности радара како са пасивном тако и са активном ФАР.
- Ш-135 = Високоинтегрисани и аутоматизовани осматрачко-ометачки систем који обједињује радар Н035 Ирбис и систем ЕИ-ПЕД  Л265М Хибињи-М.

Техничке карактеристике радара Н035 Ирбис:
- Радни дијапазон радарског зрачења: = X, фреквентни опсег f= 8 - 12 GHz, таласна дужина радарских сигнала λ=3 cm
- Пречник антенског рефлектора (решетке) : = 900 mm
- Број ППЕ на рефлектору антене (предајно-пријемних елемената тј фазних окретача): 1779
- Радарска енвелопа (осматрачки конус) : 240° (+/-120°) по азимуту и елевацији укупно са отклоном антенског рефлектора на двостепеном електро-хидро зглобу по вертикалој оси и ваљањем по уздужној оси. У фиксном положају енвелопа је 120°(+/-60°). Двостепени жиро-стабилисани ел-хидро зглоб омогућава брзу промену поларизације, вертикалну на хоризонталну и обрнуто.
- Средња снага главног предајника на режиму високе фреквенције понављања: 5 kW
- Макс снага импулса главног предајника на режиму високе фреквенције понављања: 20 kW
- Средња снага помоћног предајника на режиму високе фреквенције понављања: 2 kW
- Даљине (инструменталне) осматрања за различите борбене режиме (В-В и В-З) те радне режиме гл. предајника :
- У режимима В-В : за радни режим високе фреквенције понављања, борбени режим ППС-ДО (предња полусфера -даљње откривање),  у зонама скенирања 10°x10° или 20°x 5° = 450 km, за радни режим високе фреквенције понављања, борбени режим ППС = 400 km, за радни режим комбиновања високе и средње фреквенције понављања, борбени режим АВТ-Автомат (ППС-ЗПС) =300 km, за радни режим средње фреквенције понављања, борбени режим ЗПС = 150 km.
- У режимима В-З : за радни режим ниске резолуције-3 m (борбени режим КРЛ- картографирање реалним снопом) = 400 km, за радни режим средње резолуције-2 m (борбени режим ДОЛ -картографирање Доплеровим сужењем снопа) = 300 km, за радни режим високе резолуције-1 m (борбени режим КAC -картографирање синтезировањем апертуре) = 200 km.
- Даљине откривања и аутоматског праћења ваздухоплова у ППС ( ракурс 30° ),  на фону слободног пространства а зависно од њихове РЕРП (радарске ефективне рефлексне површине) у X -опсегу радарског зрачења :
- За РЕРП 0,01 m² = 100 km
- За РЕРП 0,1 m² = 160-180 km
- За РЕРП 1 m² = 270 km
- За РЕРП 3 m² = 400 km ( 450 km у борбеном режиму ППС-ДО)
- Селекција ваздушних циљева по величини РЕРП : 0.01 m²-1 m² = Мали циљ, 1 m² -10 m²= Средњи циљ, 10 m² и више =Велики циљ.
- Додатне могућности радара :
  - У подрежиму СНП (за борбене режиме В-В: ППС и ЗПС), омогућено је аутоматско праћење макс 30 ваздухоплова.
  - У подрежимима КАС или ПКС за све борбене режиме В-З, омогућено је аутоматско праћење макс 4 покретна или непокретна објекта уз селекцију покретних.
  - Кад главни предајник ради у неком од борбених режима В-В онда помоћни предајник може да прати само један објекат на површини копна/мора док осматра у неком од режима В-З.
  - Кад оба предајника раде у режимима В-В, онда је главни предајник -предајник осматрања (откривања-аутоматског праћења) a помоћни предајник-предајник захвата вазд. циља/циљева и након лансирања ракете/a, предајник праћења и осветљавања истих.
  - Кад оба предајника раде у режимима В-В (врше осматрање-скенирање) онда један може да скенира једну а други предајник другу зону у радарској енвелопи/конусу од 120° ( +/- 60°)
  - Могућности ракетирања ваздушних циљева: ракетама са РГС (радарска глава самонавођења) се може у веома кратком временском року дејствовати на макс 8 вазд. циљева. У питању су ракете класе В-В са инерцијалним те активним и полуактивним радарским самонавођењем у завршној фази лета : Р-27Р и ЕР, Р-37М и Р-77-1. Ракете Р-27Р и ЕР имају само ПАРС (ради у X -опсегу) док ракете Р-37М и Р-77-1 имају АРС (код обе у Кu- опсегу / 12-18 GHz) те ПАРС (код обе у X -опсегу). У режиму радио-тишине може бити употребљена верзија ракете Р-77-1 са РГС типа 9Б1103М-200ПС (режимом са ПРС тј пасивним радарским самонавођењем) и то макс 6 њих. Ракетама са ТГС (топлотна глава самонавођења тј ИЦГСН) се може дејствовати на 4 вазд. циља (са 4 Р-27Т / ЕТ) или на 6 њих са 6 Р-74/ М (Л/МЛ).
  - Радар Ирбис је осмоканалан по циљу тј има 8 канала за праћење и осветљавање 8 различитих вазд. циљева током њиховог гађања (све ово обавља помоћни предајник) . За праћење и осветљавање истих користи више радних-литерних фреквенција са великом фреквентном скоковитошћу.
  - Након лансирања ракете/a кл В-В могуће је заокренути авион под 90° у односу на правац лета циља и тиме знатно умањити брзину и време зближавања и онемогућити реакцију противника (могуће ракетирање свог ловца).
  - Заокретањем рефлектора антене ка горе, омогућава током веома ниског лета осматрање те откривање и праћење ваздухоплова који лете чак и у вишој стратосфери. Исто тако заокретањем антене ка доле, омогућава током лета у вишој стратосфери осматрање те откривање и праћење ваздухоплова који лете веома ниско (на фону копна или мора).
  - Поред осталог радар има идентификациони, навигациони и метео-режим .
  - Треба навести и борбени режим 'Садејство' у којем радар Н035 Ирбис ради у спрези са ОЛС-35 као водећи или пратећи канал СУВ (Систем Управљања Ватром) .

## Слично
- Сухој Су-27
- Сухој Су-30
- Сухој Су-33
- Сухој Су-34
- Сухој Су-35
- Сухој Су-37
- Сухој Су-47
- Сухој Су-57